# Felin (masse)
Pour les articles homonymes, voir Felin.
Le felin, ou félin, est une ancienne unité de masse des orfèvres et bijoutiers. Il était le quatre-vingtième part de l'once, soit environ 382,4 milligrammes.
Quatre felins valait un estelin, comme deux felins formait une maille d'estelin.